# Friends Are Forever: Tales of the Little Princess
Pour plus de détails, voir Fiche technique et Distribution.
Friends Are Forever: Tales of the Little Princess est un film d'animation australien réalisé par James Kellahin et sorti en 2001.

## Fiche technique
- Titre original : Friends Are Forever: The Tales of the Little Princess
- Réalisation : James Kellahin
- Scénario :
- Photographie :
- Montage :
- Musique : Phil Gold
- Animation :
- Producteur : Colin Slater
- Sociétés de production : Lane Cove Council et Marley & Scrooge, Producers
- Sociétés de distribution : Intesa
- Pays d'origine :  Australie
- Langue originale : anglais
- Format : couleur
- Genre : Animation
- Durée :
- Dates de sortie :
  - Australie : 21 décembre 2001

## Distribution
- Jack Angel : King Tibor
- Nancy Cartwright : voix additionnelles
- Phil Gold : Wendel
- Engelbert Humperdinck
- Roddy McDowall : Zak le chat
- Paige O'Hara
- William Morgan Sheppard : King Bernard